# Andrena prostomias
Andrena prostomias là một loài Hymenoptera trong họ Andrenidae. Loài này được Pérez mô tả khoa học năm 1905.